# Orthodoxer jüdischer Feminismus
Orthodoxer jüdischer Feminismus ist eine Richtung innerhalb des Judentums mit dem Ziel einer vermehrten Gleichberechtigung von Mann und Frau im Rahmen des jüdischen Religionsgesetzes. Die wichtigsten Verbände dieser Bewegung sind die Jewish Orthodox Feminist Alliance (JOFA) in den USA und „Women of the Wall“ (WOW) mit ihren Ablegern in Israel und anderen Teilen der Welt, die auch unter der Abkürzung ICWOW – The International Committee for Women of the Wall bekannt sind. In Israel ist „Kolech“ die wichtigste Institution der Frauenbewegung. Ihre Gründerin ist Hannah Kehat.
Die Bewegung der Förderung der religiösen Rechte der Frauen beruft sich auf das  Liberale Judentum (auch Progressives Judentum oder, besonders in Nordamerika, Reformjudentum) und der Exegese, wie sie von Rabbinern seit Abraham Geiger, Samuel Holdheim und David Einhorn vertreten wird. Diese Interpretationsmöglichkeiten bieten sich an, da es keinen allgemeinen Konsens unter den Rabbinern gibt.

## Merkmale
Orthodoxe Feministinnen benutzen historische Präzedenzfälle und die oben erwähnten liberalen Interpretationen, um zu rechtfertigen, dass Frauen an religiösen Ritualen teilnehmen, die traditionellere oder konservativere Auslegungen des Gesetzes allein den Männern vorbehalten wollen. Viele dieser von Frauen beanspruchten Rechte werden kontrovers diskutiert, da sie den überkommenen Traditionen und alltäglichen Gewohnheiten der meisten orthodoxen Juden widersprechen. Die folgenden Sachverhalte sind von besonderer Bedeutung:

### Recht auf Scheidung
Der Scheidebrief ist im Judentum das Dokument, welches der Ehemann der Ehefrau überreicht, womit er die Scheidung vollzieht. Im israelisch-französisches Filmdrama Get – Der Prozess der Viviane Amsalem (hebräisch גט - המשפט של ויויאן אמסלם) wird der lange, verzweifelte Kampf der Israelin Viviane Amsalem um ihre Ehescheidung erzählt. Der Film hat in Israel für breite Kontroversen gesorgt, von erschrocken bis geschockt reichte die Bandbreite.
Aguna („Gefesselte“) wird eine Frau genannt, deren Mann entweder verschollen oder untergetaucht ist, oder die eine Scheidung eingereicht hat, deren Mann aber den Scheidebrief (Get) verweigert. Widerstrebende Ehemänner werden oft gesellschaftlich unter Druck gesetzt, damit sie den Get aushändigen. Frauen ohne dieses Dokument können in Israel nicht wieder heiraten (weltweit nicht religiös heiraten) und sind somit in einem rechtlichen Schwebezustand.
Orthodoxe Feministinnen verfolgen das Recht auf Scheidung als eines ihrer Hauptanliegen im Interesse der „Agunot“ und angesichts einer „Aguna-Krise“. Viele setzen sich in den Organisationen in erster Linie dafür ein und einige kämpfen auch unabhängig von einem institutionellen Rahmen dafür.

### Bezüge zur Tora
Das „Küssen“ der Torarolle während des Sabbats oder an jüdischen Festtagen mit einem Siddur (Gebetbuch), der Hand, oder mit den Lippen ist in den meisten modernen orthodoxen Gemeinden ein traditioneller Brauch. Obwohl es für viele ein selbstverständlicher Teil des Gottesdienstes ist, wird es von den haredischen oder chassidischen Gemeinden nicht praktiziert. Mit der Tora zu tanzen und Hakafoth (Kreisprozessionen) um das Heiligtum durchzuführen (an Simchat Tora) ist ein anderer Brauch vieler orthodoxer Juden im Umgang mit der Tora.

### Teilnahme an den „Zimmunim“
Eine der wichtigsten und vielleicht am wenigsten kontroversen Praktiken orthodoxer Feministinnen und anderer Frauen außerhalb der feministischen Bewegung ist die Teilnahme an einem Zimmun der Frauen. Dieser Gebetsaufruf findet statt, wenn weniger als drei Männer oder aber drei oder mehr Frauen gemeinsam gegessen haben. Der formelle Aufruf zum Gebet bezieht sich auf die Rezitation des Birkath Hamazon. Eine der Formeln des Gebetsaufrufs ist mit der der Männer identisch, aber das Wort „chaverot“ (hebräisch:Freundinnen) wird statt des Wortes „rabotai“ (hebräisch: Herren) zu Beginn des Aufrufs verwandt, womit er einen weiblichen Charakter bekommt.

### Gebetsmantel
Im orthodoxen Feminismus wird das Anlegen des Gebetsmantels Tallit nicht als Tragen eines männlichen Kleidungsstücks betrachtet, ebenso wenig als anstößiges Verhalten gegenüber der Gemeinde. Historische Präzedenzfälle wie das Anlegen der Taletoth durch Raschis Töchter in der Volkslegende und die Erlaubnis durch Moshe Feinstein und andere haben das Tragen des Gebetsmantels in orthodoxen feministischen Kreise zur Gewohnheit werden lassen.

## Aktivitäten
Feministinnen der Orthodoxie nehmen an einer Vielzahl von Aktivitäten teil, die teils informeller Art sind, teils organisierte Formen annehmen. Bei allen Aktivitäten ist ihnen wichtig, zugleich den orthodoxen Charakter ihrer Werte wie ihre feministischen Überzeugungen zu betonen.

## Rabbinerinnen (Auswahl)
Das Jewish Theological Seminary of America (JTS) ist eine 1886 in New York City von Alexander Kohut und Sabato Morais gegründete Rabbinerlehranstalt in der Tradition des Konservativen Judentums und bildet auch Frauen zu Rabbinern aus.
Blu Greenberg befürwortet, dass Frauen das orthodoxe Rabbinat ausüben dürfen. Mimi Feigelson, Studentin von Shlomo Carlebach, wurde nach dessen Tod ordiniert, benutzte aber aus Respekt für die orthodoxe Gemeinschaftsordnung nie den Titel Rabbi.
Neuzeit
- Asenath Barzani, (1590–1670 in Amediye, Kurdistan) auch Leiterin der Jeschiwa in Mosul

Moderne
- Regina Jonas (1902–1944), Berlin
- Sally Priesand (* 1946), USA
- Bea Wyler (* 1951), Schweiz, konservativ
- Laura Janner-Klausner (* 1963), Vereinigtes Königreich
- Antje Yael Deusel (* 1960), Bamberg
- Elisa Klapheck (* 1962), Frankfurt/Main, zuvor Amsterdam, Mitglied der Allgemeine Rabbinerkonferenz Deutschland (ARK) sowie assoziiertes Mitglied des Rabbinic Board von „Liberal Judaism“ in London. 1999 „Bet Debora“ – historisch erste „Tagung europäischer Rabbinerinnen, Kantorinnen und rabbinisch gelehrter Jüdinnen und Juden“ in Berlin, (gemeinsam mit Lara Dämmig und Rachel Monika Herweg)
- Gesa Ederberg (* 1968), Berlin
- Alina Treiger (* 1979), Oldenburg und Delmenhorst